# Killwhitneydead
Killwhitneydead (w skrócie KWD) – amerykański zespół wykonujący (w największym skrócie) muzykę z pogranicza deathcore, metalcore, grindcore, powstały w 2001 w Greensboro. Cechą charakterystyczną ich muzyki są blasty, metalowe riffy, growl oraz przede wszystkim wstawki audio z przeróżnych filmów, nie tylko o tematyce gore (które to charakterystyczne są dla zespołów grających grindcore, czy dawniej death metal). Przykładowo utwór „Skip The Break Up Get To The Make Up „ z albumu „Nothing Less Nothing More” z 2007 roku, zawiera fragmenty ścieżki dialogowej z filmów/seriali: Ostatni skaut, Legenda telewizji, Family Guy, Polowanie na druhny, Rzym, Cowboy Bebop, Dziękujemy za palenie, Wredne dziewczyny. Fragmenty dialogów z różnych dzieł pop-kultury zmiksowane są najczęściej tak by tworzyć zabawne dialogi o nowym, przekornym znaczeniu. Ze względu na imaż, okładki płyt i teksty utworów zespół ma zakaz występów niemal w każdym mieście swojego rodzimego stanu Arizona

## Historia
Zespół zaczął jako projekt studyjny, wydając EP „Inhaling the Breath of a Bullet”, w 2002. Dwa lata później zmienili skład i wydali swój pierwszy album zatytułowany „Never Good Enough for You”, z 2004 r. Od tego czasu grupa wydała trzy albumy studyjne, DVD i zestaw zawierający zremiksowany i ponownie nagrany materiał z wczesnych lat zespołu.
Killwhitneydead wydaje dla Tribunal Records, której właścicielem jest wokalista i założyciel zespołu Matthew Rudzinski. 

## Członkowie zespołu

### Obecni
- Matt Rudzinski - wokal
- David Shoaf - gitara
- Jameson Force - gitara
- Peter Jackson - perkusja
- JT Price - bass

### Byli
- Josh Coe - bass (2005-2009)
- Rob Holder - gitara (2005-2009)
- BJ Stevens - gitara (2003-2005)
- Justin Collins - perkusja (2003-2005)
- Ryan McInturff - bass (2003-2005)
- Travis Cook - gitara (2003-2005)
- Tommy Church - gitara/bass (2002-2003)
- Jeremy Stowers - perkusja (2002-2003)

## Dyskografia

### Albumy studyjne
- 2004: Never Good Enough for You
- 2005: So Pretty So Plastic
- 2007: Hell to Pay
- 2007: Nothing Less Nothing More
- 2010: Ever Thine. Ever Mine. Ever Ours.

### EPki
- 2002: Inhaling the Breath of a Bullet
- 2008: Stocking Stuffher

### Albumy z remiksami
- 2006: So Plastic So Pretty

### DVD
- 2006: Scene of the Crime

### Zestawy (box set)
- 2009: Not Even God Can Save You Now: A Trilogy of Terror